# Jean-Jacques Fussien
Jean-Jacques Bernard Charles Fussien (* 21. Januar 1952 in Verneuil-en-Halatte; † 23. August 1978 in Orléans) war ein französischer Radrennfahrer.

## Sportliche Laufbahn
Fussien begann im Verein CC Nogent-Villers mit dem Straßenradsport. Er war auch im Bahnradsport und im Querfeldeinrennen (heutige Bezeichnung Cyclosport) aktiv. 1972 gewann er die französische Militärmeisterschaft in der Einerverfolgung. Fussien war Teilnehmer der Olympischen Sommerspiele 1972 in München im Bahnradsport. Der französische Bahnvierer mit Bernard Bocquet, Jacques Bossis, Michel Zuccarelli und Jean-Jacques Fussien konnte sich dort in der Mannschaftsverfolgung nicht platzieren.
1973 wurde er Berufsfahrer im Radsportteam Bic und blieb bis 1978 als Radprofi aktiv. In seiner ersten Profisaison gewann er drei Etappen in der Vuelta a Cantabria und eine in der Tour du Nord. 1974 gewann er eine Etappe der Quatre Jours de Dunkerque und eine in der Volta a la Comunitat Valenciana, 1975 dann vier Etappen der Volta a la Comunitat Valenciana sowie eine Etappe bei der Setmana Catalana de Ciclisme. 1976 siegte er in der Bergwertung bei Paris–Nizza. 1978 holte er einen Etappensieg in der Mittelmeer-Rundfahrt. 1974 wurde er Gesamtzweiter der Tour de Picardie hinter Robert Mintkiewicz, 1976 im Grand Prix d’Isbergues und 1978 im Boucles des Flandres.
In der Tour de France wurde Fussien 1978 er 73. In der Vuelta a España startete er zweimal. 1973 und 1975 schied er jeweils aus. 1977 wurde er französischer Vize-Meister im Sprint der Profis hinter Serge Aubey.
Bei den Cyclocross-Weltmeisterschaften 1976 kam er auf den 16. Platz. Fussien starb 1978 nach einem Trainingsunfall.